# Glorieta Vilaclara
La Glorieta Vilaclara és una obra del municipi de Sant Feliu Sasserra (Bages) protegida com a bé cultural d'interès local.

## Descripció
Es tracta d'una construcció de dimensions reduïdes (5 x 5 m aproximadament) amb planta octogonal. Les vuit parets són iguals: tenen una gran finestra que es tanca amb porticons, emmarcada en pedra formant senzilles motllures, i amb una petita espiral feta amb teula al damunt. Cada paret acaba en punxa, transformant-se en una teulada a doble vessant (en conjunt són vuit teulats) que es reuneixen al centre des d'on arrenca una coberta piramidal de sis costats. El joc de teulats és la part més interessant de l'edifici. La coberta és coronada per un penell de ferro amb unes figures representades. La paret que s'orienta al NW és la que conté la prota d'entrada; al cim hi ha una creu de ferro. A la coberta, els careners de la piràmide són de ceràmica vidriada de color blau.

## Història
Es tracta d'una glorieta o mirador particular, lloc adient per anar-hi a gaudir de la vista (des d'aquest indret es domina tot el poble, El Pirineus...). Va ser construïda a principis del segle XX per la família Vilaclara (originària del mas Vilaclara de Sant Feliu), després d'haver-se instal·lat al poble.